# On the Run (Paul McCartney)
L'On the Run Tour è il dodicesimo tour solista del musicista inglese Paul McCartney, che ha attraversato le Americhe e l'Europa, con 2 concerti in Italia; come ogni tour del cantante contiene canzoni dei Beatles, Wings e lavori solisti.

## Sviluppo e panoramica
Il nome del tour si rifà all'album Wings Band on the Run, allora di ormai quasi 40 anni, che per l'occasione fu ristampato in una versione speciale, parte di un progetto più grande chiamato Paul McCartney Archive Collection.
Il tour è stato promosso dalla AEG Live (gli stessi che promossero il This Is It di Michael Jackson, prima della sua cancellazione) mentre la tappa statunitense e messicana furono sponsorizzate rispettivamente dalla Hewlett-Packard e Nextel. Questo tour segna inoltre il 10° anniversario di Paul McCartney insieme alla sua band, formazione che persiste ancora oggi.

### Tappa nordamericana
Il tour fu aperto con un'esibizione allo Yankee Stadium, a cui fu aggiunta una seconda data a seguito dell'immensa popolarità riscattata, il concerto fu aperto da Chris Holmes in qualità di disc jockey – durante l'esibizione di Let Me Roll It, Paul aggiunse uno snippet di Foxy Lady in onore di Jimi Hendrix, mentre nella fase encore fu raggiunto da Billy Joel.

Furono poi inserite 3 nuove date in tre stati americani (Michigan, Illinois, Ohio), concerti altamente anticipati visto che McCartney non si esibiva in tali città da decenni, durante uno dei concerti visitò l'Hitsville USA (storica sede della Motown) ed esibì Hitch Hike in onore di Marvin Gaye.
A dicembre 2012 (a tour ormai concluso) Paul McCartney comparve con i componenti sopravvissuti dei Nirvana (Dave Grohl, Pat Smear, Krist Novoselic) al concerto benefico 12-12-12: The Concert for Sandy Relief, insieme suonarono per la prima volta la canzone Cut Me Some Slack, che finirà nel soundtrack del film Sound City e darà vita alla collaborazione nota come "Sirvana" che si evolverà nel supergruppo Sound City Players.

### Tappa centro-sudamericana
McCartney si esibì per la prima volta in Uruguay e Paraguay, e in entrambi i casi i biglietti furono esauriti nel giro di un'ora, per questo McCartney aggiunse una quantità di biglietti per le esibizioni precedenti, ma i biglietti furono comunque esauriti tutti nel giro di un giorno.
McCartney ringraziò il pubblico sudamericano affermando che questi "sono stati i suoi concerti preferiti di tutta la sua carriera". Durante questa tappa suonò Hope of Deliverance, per la prima volta dall'uscita dell'album da cui proviene.
Paul McCartney ha poi incluso 3 concerti in Messico, tra cui uno gratuito in Piazza della Costituzione di Città del Messico e uno allo Stadio Azteca, dove McCartney affermò di essersi esibito davanti alla folla più rumorosa che avesse mai visto.

Il tour ha incluso poi una performance ad Abu Dhabi ed altrettante altre in Europa come quello al Royal Albert Hall (devoluto alla ricerca contro il cancro), e poi uno a Bologna e Milano.

## Personale

### Paul McCartney Band
- Paul McCartney – voce solista, basso, pianoforte, chitarra acustica, chitarra elettrica, ukulele, mandolino, cigar box guitar
- Rusty Anderson – voce di supporto, chitarra elettrica, chitarra acustica
- Paul 'Wix' Wickens – voce di supporto, tastiere, percussione, chitarra elettrica, chitarra acustica, fisarmonica, basso
- Brian Ray – voce di supporto, basso, chitarra elettrica, chitarra acustica, tastiere, maracas, shaker, tamburello, legnetti
- Abe Laboriel Jr. – voce di supporto, batterie, percussioni, basso

### Apparizioni/Ruoli di Supporto
- Chris Holmes – mixer, CDJ, giradischi ottico, drum machine, sintetizzatore, sequencer (consolle)
- Billy Joel – voce di supporto, pianoforte
- Dave Grohl – voce di supporto, batterie
- Krist Novoselic – basso elettrico
- Pat Smear – chitarra elettrica

## Date del Tour

### 2011

#### Nord America
| Data           | Città      | Paese       | Luogo                    |
| -------------- | ---------- | ----------- | ------------------------ |
| 15 Luglio 2011 | New York   | Stati Uniti | Yankee Stadium           |
| 16 Luglio 2011 | New York   | Stati Uniti | Yankee Stadium           |
| 24 Luglio 2011 | Detroit    | Stati Uniti | Comerica Park            |
| 26 Luglio 2011 | Montréal   | Canada      | Bell Centre              |
| 27 Luglio 2011 | Montréal   | Canada      | Bell Centre              |
| 31 Luglio 2011 | Chicago    | Stati Uniti | Wrigley Field            |
| 1 Agosto 2011  | Chicago    | Stati Uniti | Wrigley Field            |
| 4 Agosto 2011  | Cincinnati | Stati Uniti | Great American Ball Park |

#### Asia
| 13 Novembre 2011 | Abu Dhabi | Emirati Arabi Uniti | Du Arena |

### 2012

#### Europa
| 26 Novembre 2011 | Bologna    | Italia        | Unipol Arena                     |
| 27 Novembre 2011 | Milano     | Italia        | Forum di Milano                  |
| 30 Novembre 2011 | Parigi     | Francia       | Palais Omnisports de Paris-Bercy |
| 1 Dicembre 2011  | Colonia    | Germania      | Lanxess Arena                    |
| 5 Dicembre 2011  | Londra     | Gran Bretagna | The O2 Arena                     |
| 10 Dicembre 2011 | Stoccolma  | Svezia        | Ericsson Globe Arena             |
| 12 Dicembre 2011 | Helsinki   | Finlandia     | Hartwall Areena                  |
| 14 Dicembre 2011 | Mosca      | Russia        | Olimpiisky Arena                 |
| 19 Dicembre 2011 | Manchester | Gran Bretagna | Manchester Arena                 |
| 20 Dicembre 2011 | Liverpool  | Gran Bretagna | Echo Arena Liverpool             |
| 24 Marzo 2012    | Rotterdam  | Paesi Bassi   | Rotterdam Ahoy                   |
| 26 Marzo 2012    | Zurigo     | Svizzera      | Hallenstadion                    |
| 28 Marzo 2012    | Anversa    | Belgio        | Sportpaleis                      |
| 29 Marzo 2012    | Londra     | Gran Bretagna | Royal Albert Hall                |

#### Sud America
| 15 Aprile 2012 | Montevideo    | Uruguay  | Estadio Centenario           |
| 17 Aprile 2012 | Asunción      | Paraguay | Estadio Defensores del Chaco |
| 19 Aprile 2012 | Bogotà        | Colombia | El Campin Stadium            |
| 21 Aprile 2012 | Recife        | Brasile  | Estadio Arruda               |
| 22 Aprile 2012 | Recife        | Brasile  | Estadio Arruda               |
| 25 Aprile 2012 | Florianópolis | Brasile  | Estádio da Ressacada         |

#### Nord America
| 5 Maggio 2012    | Guadalajara       | Messico     | Estadio Omnilife      |
| 8 Maggio 2012    | Città del Messico | Messico     | Estadio Azteca        |
| 10 Maggio 2012   | Città del Messico | Messico     | Zócalo                |
| 11 Novembre 2012 | Saint Louis       | Stati Uniti | Scottrade Center      |
| 14 Novembre 2012 | Houston           | Stati Uniti | Minute Maid Park      |
| 25 Novembre 2012 | Vancouver         | Canada      | BC Place              |
| 28 Novembre 2012 | Edmonton          | Canada      | Rexall Place          |
| 29 Novembre 2012 | Edmonton          | Canada      | Rexall Place          |
| 12 Dicembre 2012 | New York          | Stati Uniti | Madison Square Garden |

## Scaletta
La Scaletta differisce solitamente in base al luogo del concerto, queste sono le canzoni comuni:
1. Hello Goodbye / Magical Mystery Tour (Beatles)
2. Junior's Farm (solista)
3. All My Loving (Beatles)
4. Jet (Wings)
5. Drive My Car / Got to Get You into My Life (Beatles)
6. Sing the Changes (The Fireman)
7. The Night Before (Beatles)
8. Let Me Roll It (Wings) (snippet Foxy Lady)
9. Paperback Writer (Beatles)
10. The Long and Winding Road (Beatles)
11. Nineteen Hundred and Eighty-Five (Wings)
12. Let 'Em In (Wings) / Come and Get It (Badfinger) / My Valentine (solista)
13. Maybe I'm Amazed (solista)
14. I've Just Seen a Face / I'm Looking Through You / Things We Said Today (Beatles)
15. Hope of Deliverance (solista)
16. And I Love Her / I Will (Beatles)
17. Blackbird (Beatles)
18. Here Today (solista)
19. Dance Tonight (solista)
20. Every Night (solista)
21. Mrs. Vandebilt (Wings)
22. Eleanor Rigby (Beatles)
23. Michelle (Beatles)
24. Ram On (solista)
25. Something (Beatles)
26. Yellow Submarine (Beatles)
27. Band on the Run (Wings)
28. Ob-La-Di, Ob-La-Da (Beatles)
29. Back in the U.S.S.R. (Beatles)
30. I've got a Feeling (Beatles)
31. A Day in the Life (Beatles) / Give Peace a Chance (Plastic Ono Band)
32. Let It Be (Beatles)
33. Live and Let Die (Wings)
34. Hey Jude (Beatles)

Segmento Encore
1. Lady Madonna / The World / All you need is Love (Beatles)
2. Day Tripper (Beatles)
3. Get Back (Beatles)
4. Yesterday (Beatles)
5. Helter Skelter (Beatles)
6. Golden Slumbers / Carry That Weight / The End (Beatles)

### Scalette Alternative
- Yankee Stadium (più versioni) / Wrigley Field (più versioni) / Great American Ball Park / Yas Arena
- Comerica Park
- Bell Centre (più versioni)
- Unipol Arena / Ericsson Globe
- Forum di Milano / Lanxess Arena
- Palais Omnisports de Paris-Bercy
- The O2 Arena
- Hartwall Arena
- Olimpiisky Arena
- Manchester Arena
- Echo Arena Liverpool
- Rotterdam Ahoy

- Hallenstadion
- Sportpaleis
- Royal Albert Hall
- Estadio Centenario
- Estadio Defensores del Chaco / Estádio do Arruda (più versioni) / Minute Maid Park
- Estadio El Campín
- Estadio de Ressacada
- Estadio Omnilife
- Estadio Azteca
- Zócalo
- Scottrade Center
- BC Place
- Rexall Place (più versioni)